# Videosoftware
Unter Videosoftware oder Video-Tools versteht man die Software für den Bereich Videotechnik. Also alle Programme mit deren Unterstützung man vielfältige Aufgaben erledigen kann, wie u. a. Videos erstellen, bearbeiten, abspielen, DVD-Menüs erstellen und DVDs brennen etc. Eine Liste von Programmen für den Videobereich findet sich in der Kategorie:Videosoftware.
Kategorien von Video-Software sind:
- Videoschnittsoftware
- DVD-Authoring-Programme
- Brennprogramme
- Compositing- bzw. Video-Effekte-Software
- Video-Konvertierungs-Programme
- Verwaltungs-Programme für Filme
- Medienplayer